# Liga Mistrzów UEFA (2021/2022)/Faza kwalifikacyjna
Artykuł prezentuje szczegółowe dane dotyczące rozegranych meczów które miały na celu wyłonienie 6 drużyn piłkarskich, które wezmą udział w fazie grupowej Ligi Mistrzów UEFA 2021/2022. Faza kwalifikacyjna trwała od 22 czerwca do 25 sierpnia 2021.

## Terminarz
| Faza          | Runda                         | Data losowania  | Pierwszy mecz       | Drugi mecz          |
| ------------- | ----------------------------- | --------------- | ------------------- | ------------------- |
| Runda wstępna | Półfinały rundy               | 8 czerwca 2021  | 22 czerwca 2021     | 22 czerwca 2021     |
| Runda wstępna | Finał rundy                   | 8 czerwca 2021  | 25 czerwca 2021     | 25 czerwca 2021     |
| Kwalifikacje  | Pierwsza runda kwalifikacyjna | 15 czerwca 2021 | 6-7 lipca 2021      | 13-14 lipca 2021    |
| Kwalifikacje  | Druga runda kwalifikacyjna    | 16 czerwca 2021 | 20-21 lipca 2021    | 27-28 lipca 2021    |
| Kwalifikacje  | Trzecia runda kwalifikacyjna  | 19 lipca 2021   | 3-4 sierpnia 2021   | 10 sierpnia 2021    |
| Play-off      | Play-off                      | 2 sierpnia 2021 | 17-18 sierpnia 2021 | 24-25 sierpnia 2021 |

## Runda wstępna
Do startu w Rundzie wstępnej zostały uprawnione 4 drużyny. Runda została podzielona na półfinały i finał. W tej rundzie zespoły grały tylko jeden mecz. Drużyny, które przegrały w tej rundzie, otrzymały prawo gry w II rundzie kwalifikacyjnej Ligi Konferencji Europy UEFA.

### Podział na koszyki
| Drużyny rozstawione    |       |
| Drużyna                | Wsp.  |
| HB Tórshavn            | 2.250 |
| Prishtina              | 2.250 |
| Drużyny nierozstawione |       |
| Drużyna                | Wsp.  |
| Inter Club d’Escaldes  | 1.500 |
| SS Folgore/Falciano    | 1.000 |

| Drużyna 1           | Wynik           | Drużyna 2             |
| Półfinały rundy     | Półfinały rundy | Półfinały rundy       |
| ------------------- | --------------- | --------------------- |
| SS Folgore/Falciano | 0:2             | Prishtina             |
| HB Tórshavn         | 0:1             | Inter Club d’Escaldes |
| Finał rundy         |                 |                       |
| Prishtina           | 2:0             | Inter Club d’Escaldes |

### Półfinały rundy
| 122 czerwca 2021 | SS Folgore/Falciano | 0:2   | Prishtina                 |                                                      |
| 20:00            |                     | (0:0) | 51' Krasniqi · 90+1' Hoti | Stadiumi Ruzhdi Bizhuta, Elbasan Sędzia: Joni Hyytiä |

| 222 czerwca 2021 | HB Tórshavn | 0:1   | Inter Club d’Escaldes |                                                       |
| 20:00            |             | (0:0) | 61' Betriu            | Stadiumi Niko Dovana, Durrës Sędzia: Joonas Jaanovits |

### Finał rundy
| 25 czerwca 2021 | Prishtina         | 2:0   | Inter Club d’Escaldes |                                                        |
| 20:00           | Krasniqi 45', 58' | (1:0) |                       | Stadiumi Ruzhdi Bizhuta, Elbasan Sędzia: Adam Ladebäck |

## I runda kwalifikacyjna
Do startu w I rundzie kwalifikacyjnej zostały uprawnione 32 drużyny (1 z poprzedniej rundy), z czego 16 zostało rozstawionych. Drużyny, które przegrały w tej rundzie, otrzymały prawo gry w II rundzie kwalifikacyjnej Ligi Konferencji Europy UEFA.

### Podział na koszyki
Uwaga: Losowanie I rundy kwalifikacyjnej odbyło się przed zakończeniem rundy wstępnej, więc rozstawienia dokonano przyjmując założenie, że awans uzyska drużyna z najwyższym współczynnikiem w poprzedniej rundzie. W przypadku awansu, którejś z drużyn nierozstawionej, w I rundzie przejmuje ona współczynnik najwyżej rozstawionego rywala.
Oznaczenia:
| Drużyny, które awansowały z rundy wstępnej zachowując swój współczynnik. |

| Drużyny, które zaczęły rywalizację od I rundy eliminacyjnej. |

| Drużyny, które awansowały z rundy wstępnej, przejmując współczynnik rywala. |

| Grupa 1                | Grupa 1 |
| ---------------------- | ------- |
| Drużyny rozstawione    |         |
| Drużyna                | Wsp.    |
| Malmö FF               | 18.500  |
| Legia Warszawa         | 16.500  |
| Slovan Bratysława      | 7.500   |
| Lincoln Red Imps       | 5.750   |
| Drużyny nierozstawione |         |
| Drużyna                | Wsp.    |
| Riga FC                | 5.500   |
| Fola Esch              | 5.250   |
| Shamrock Rovers        | 4.750   |
| FK Bodø/Glimt          | 4.200   |

| Grupa 2                   | Grupa 2 |
| ------------------------- | ------- |
| Drużyny rozstawione       |         |
| Drużyna                   | Wsp.    |
| CFR Cluj                  | 16.500  |
| Szkendija Tetowo          | 9.000   |
| Alaszkert                 | 6.500   |
| Budućnost Podgorica       | 6.000   |
| Drużyny nierozstawione    |         |
| Drużyna                   | Wsp.    |
| HJK Helsinki              | 5.500   |
| Connah’s Quay Nomads F.C. | 4.750   |
| NŠ Mura                   | 3.000   |
| Borac Banja Luka          | 1.600   |

| Grupa 3                | Grupa 3 |
| ---------------------- | ------- |
| Drużyny rozstawione    |         |
| Drużyna                | Wsp.    |
| Łudogorec Razgrad      | 28.000  |
| Sheriff Tyraspol       | 14.500  |
| Dinamo Tbilisi         | 6.500   |
| Kajrat Ałmaty          | 6.000   |
| Drużyny nierozstawione |         |
| Drużyna                | Wsp.    |
| Szachcior Soligorsk    | 5.250   |
| Neftçi PFK             | 5.000   |
| Maccabi Hajfa          | 4.875   |
| Teuta Durrës           | 2.750   |

| Grupa 4                | Grupa 4 |
| ---------------------- | ------- |
| Drużyny rozstawione    |         |
| Drużyna                | Wsp.    |
| Dinamo Zagrzeb         | 44.500  |
| Ferencvárosi TC        | 13.500  |
| Žalgiris Wilno         | 6.500   |
| Flora Tallinn          | 6.250   |
| Drużyny nierozstawione |         |
| Drużyna                | Wsp.    |
| Linfield F.C.          | 5.250   |
| Valur                  | 4.250   |
| Hibernians             | 3.750   |
| Prishtina              | 2.250   |

### Pary I rundy kwalifikacyjnej
| Drużyna 1                            | Wynik dwumeczu | Drużyna 2           | Pierwszy mecz | Drugi mecz  |
| ------------------------------------ | -------------- | ------------------- | ------------- | ----------- |
| Fola Esch                            | 2:7            | Lincoln Red Imps    | 2:2           | 0:5         |
| Slovan Bratysława                    | 3:2            | Shamrock Rovers     | 2:0           | 1:2         |
| Malmö FF                             | 2:1            | Riga FC             | 1:0           | 1:1         |
| FK Bodø/Glimt                        | 2:5            | Legia Warszawa      | 2:3           | 0:2         |
| Connah’s Quay Nomads F.C.            | 2:3            | Alaszkert           | 2:2           | 0:1 (dogr.) |
| HJK Helsinki                         | 7:1            | Budućnost Podgorica | 3:1           | 4:0         |
| CFR Cluj                             | 4:3            | Borac Banja Luka    | 3:1           | 1:2 (dogr.) |
| Szkendija Tetowo                     | 0:6            | NŠ Mura             | 0:1           | 0:5         |
| Teuta Durrës                         | 0:5            | Sheriff Tyraspol    | 0:4           | 0:1         |
| Dinamo Tbilisi                       | 2:4            | Neftçi PFK          | 1:2           | 1:2         |
| Maccabi Hajfa                        | 1:3            | Kajrat Ałmaty       | 1:1           | 0:2         |
| Łudogorec Razgrad                    | 2:0            | Szachcior Soligorsk | 1:0           | 1:0         |
| Ferencvárosi TC                      | 6:1            | Prishtina           | 3:0           | 3:1         |
| Žalgiris Wilno                       | 5:2            | Linfield F.C.       | 3:1           | 2:1         |
| Flora Tallinn                        | 5:0            | Hibernians          | 2:0           | 3:0         |
| Dinamo Zagrzeb                       | 5:2            | Valur               | 3:2           | 2:0         |
| Po lewej gospodarz pierwszego meczu. |                |                     |               |             |

### Pierwsze mecze
| 16 lipca 2021 | Fola Esch                  | 2:2   | Lincoln Red Imps           |                                                                          |
| 19:30 CEST    | Bensi 65' · Ahmetxheka 66' | (0:1) | 26' Carralero · 50' Britto | Stade Émile Mayrisch, Esch-sur-Alzette Widzów: 385 Sędzia: Michal Ocenáš |

| 27 lipca 2021 | Slovan Bratysława | 2:0   | Shamrock Rovers |                                                                              |
| 18:30 CEST    | Ratão 28', 47'    | (1:0) |                 | Národný futbalový štadión, Bratysława Widzów: 500 Sędzia: Sebastian Gishamer |

| 37 lipca 2021 | Malmö FF  | 1:0   | Riga FC |                                                                        |
| 19:00 CEST    | Čolak 50' | (0:0) |         | Swedbank Stadion, Malmö Widzów: 4 012 Sędzia: Kaarlo Oskari Hämäläinen |

| 47 lipca 2021 | FK Bodø/Glimt                  | 2:3   | Legia Warszawa                 |                                                          |
| 18:00 CEST    | Botheim 45+1' · Pernambuco 78' | (1:2) | Luquinhas 2' · Emreli 41', 61' | Aspmyra Stadion, Bodø Widzów: 2 283 Sędzia: Juxhin Xhaja |

| 57 lipca 2021 | Connah’s Quay Nomads F.C. | 2:2   | Alaszkert           |                                                                |
| 20:00 CEST    | Curran 19' · Horan 79'    | (1:2) | 21', 45' Khurtsidze | Park Avenue, Aberystwyth Widzów: 145 Sędzia: Vasilis Dimitriou |

| 66 lipca 2021 | HJK Helsinki                             | 3:1   | Budućnost Podgorica |                                                                   |
| 18:00 CEST    | Ro. Riski 5' · Valenčič 7' · Saksela 13' | (3:1) | 35' (k.) Raičković  | Telia 5G – Areena, Helsinki Widzów: 2 365 Sędzia: Nicolas Laforge |

| 76 lipca 2021 | CFR Cluj                                 | 3:1   | Borac Banja Luka |                                                                                          |
| 19:00 CEST    | Omrani 11' · Deac 28' · Sigurjónsson 60' | (2:1) | 45+1' Moraitis   | Stadion im. dr. Constantina Rădulescu, Kluż-Napoka Widzów: 4 500 Sędzia: Jochem Kamphuis |

| 86 lipca 2021 | Szkendija Tetowo | 0:1   | NŠ Mura            |                                                                              |
| 20:00 CEST    |                  | (0:1) | 28' (k.) Bobičanec | Nacionałna Arena „Tosze Proeski”, Skopje Widzów: 3 200 Sędzia: António Nobre |

| 97 lipca 2021 | Teuta Durrës | 0:4   | Sheriff Tyraspol                                 |                                                                  |
| 19:00 CEST    |              | (0:2) | 15', 45+1' Luvannor · 56' Traoré · 89' Castañeda | Stadiumi Niko Dovana, Durrës Widzów: 500 Sędzia: Amine Kourgheli |

| 107 lipca 2021 | Dinamo Tbilisi | 1:2   | Neftçi PFK                        |                                                                          |
| 18:00 CEST     | Marušić 36'    | (1:1) | Ələsgərov 23' · Mahmudov 65' (k.) | Stadion im. Borisa Paiczadze, Tbilisi Widzów: 5 890 Sędzia: David Fuxman |

| 117 lipca 2021 | Maccabi Hajfa | 1:1   | Kajrat Ałmaty |                                                                     |
| 19:00 CEST     | Atzili 45'    | (1:0) | 76' Alip      | Stadion Samiego Ofera, Hajfa Widzów: 25 200 Sędzia: Milovan Milačić |

| 127 lipca 2021 | Łudogorec Razgrad | 1:0   | Szachcior Soligorsk |                                                            |
| 19:00 CEST     | Cauly 90+2'       | (0:0) |                     | Łudogorec Arena, Razgrad Widzów: 4 762 Sędzia: Rohit Saggi |

| 136 lipca 2021 | Ferencvárosi TC                    | 3:0   | Prishtina |                                                             |
| 18:00 CEST     | Nguen 71' · Kabir 74' · Blažič 78' | (0:0) |           | Groupama Aréna, Budapeszt Widzów: 8 765 Sędzia: David Munro |

| 146 lipca 2021 | Žalgiris Wilno                                 | 3:1   | Linfield F.C. |                                                       |
| 19:00 CEST     | Vidémont 38' · Kiš 45' (k.) · Johns 68' (sam.) | (2:0) | 54' Manzinga  | Stadion LFF, Wilno Widzów: 1 500 Sędzia: Alex Troleis |

| 156 lipca 2021 | Flora Tallinn     | 2:0   | Hibernians |                                                            |
| 18:00 CEST     | Sappinen 75', 89' | (0:0) |            | A. Le Coq Arena, Tallinn Widzów: 1 804 Sędzia: Lazar Lukić |

| 167 lipca 2021 | Dinamo Zagrzeb                 | 3:2   | Valur                           |                                                 |
| 20:00 CEST     | Ademi 8', 72' · Majer 41' (k.) | (2:0) | 88' Sigurðsson · 89' Adolphsson | Maksimir, Zagrzeb Widzów: 987 Sędzia: Genc Nuza |

### Rewanże
| 113 lipca 2021 | Lincoln Red Imps                                    | 5:0   | Fola Esch |                                                            |
| 18:00 CEST     | De Barr 19', 73' · Walker 39' (k.), 68' · Ronan 58' | (2:0) |           | Victoria Stadium, Gibraltar Widzów: 621 Sędzia: Ian McNabb |

| 213 lipca 2021 | Shamrock Rovers             | 2:1   | Slovan Bratysława |                                                            |
| 21:00 CEST     | Burke 16' (k.) · Towell 64' | (1:0) | 73' Weiss         | Tallaght Stadium, Dublin Widzów: 1 500 Sędzia: Mario Zebec |

| 313 lipca 2021 | Riga FC      | 1:1   | Malmö FF  |                                                      |
| 18:00 CEST     | Paurević 57' | (0:1) | 33' Čolak | Stadion Skonto, Ryga Widzów: 637 Sędzia: Gergő Bogár |

| 414 lipca 2021 | Legia Warszawa                | 2:0   | FK Bodø/Glimt |                                                                                      |
| 20:00 CEST     | Luquinhas 40' · Pekhart 90+5' | (1:0) |               | Stadion Wojska Polskiego, Warszawa Widzów: 17 473 Sędzia: Aristotelis Diamantopoulos |

| 514 lipca 2021 | Alaszkert      | 1:0 (pd.)       | Connah’s Quay Nomads F.C. |                                                                                            |
| 17:00 CEST     | Bezecourt 113' | (0:0, 0:0, 0:0) |                           | Stadion Republikański im. Wazgena Sarkisjana, Erywań Widzów: 4 000 Sędzia: Ondrej Pechanec |

| 613 lipca 2021 | Budućnost Podgorica | 0:4   | HJK Helsinki                                |                                                                        |
| 20:30 CEST     |                     | (0:3) | 6', 49' Ro. Riski · 35' Valenčič · 40' Jair | Stadion Pod Goricom, Podgorica Widzów: 1 450 Sędzia: Dragomir Draganov |

| 713 lipca 2021 | Borac Banja Luka           | 2:1 (pd.)       | CFR Cluj     |                                                                |
| 20:00 CEST     | Vranješ 60' · Moraitis 64' | (0:0, 2:0, 2:0) | 118' Chipciu | Stadion Miejski, Banja Luka Widzów: 8 300 Sędzia: Urs Schnyder |

| 813 lipca 2021 | NŠ Mura                                      | 5:0   | Szkendija Tetowo |                                                                       |
| 20:00 CEST     | Bobičanec 25', 45+1' · Klepač 55' · Kous 64' | (2:0) |                  | Stadion Fazanerija, Murska Sobota Widzów: 3 100 Sędzia: Marcel Birsan |

| 913 lipca 2021 | Sheriff Tyraspol | 1:0   | Teuta Durrës |                                                              |
| 19:00 CEST     | Traoré 6'        | (1:0) |              | Stadion Sheriff, Tyraspol Widzów: 1 920 Sędzia: Morten Krogh |

| 1014 lipca 2021 | Neftçi PFK                        | 2:1   | Dinamo Tbilisi |                                                           |
| 19:00 CEST      | Mahmudow 58' (k.) · Alaskarov 68' | (0:0) | 51' Radin      | Bakcell Arena, Baku Widzów: 3 218 Sędzia: Dumitri Muntean |

| 1114 lipca 2021 | Kajrat Ałmaty         | 2:0   | Maccabi Hajfa |                                                                    |
| 16:00 CEST      | Love 10' · Abiken 66' | (1:0) |               | Stadion Centralny, Ałmaty Widzów: 7 952 Sędzia: Viktor Kopiievskyi |

| 1213 lipca 2021 | Szachcior Soligorsk | 0:1   | Łudogorec Razgrad |                                                             |
| 21:30 CEST      |                     | (0:0) | 71' Despodov      | Stadion Čukarički, Belgrad Widzów: 0 Sędzia: Arda Kardeşler |

| 1313 lipca 2021 | Prishtina | 1:3   | Ferencvárosi TC     |                                                                               |
| 20:00 CEST      | Hoti 67'  | (0:0) | 49', 80', 86' Uzuni | Stadion im. Fadila Vokrriego, Prisztina Widzów: 0 Sędzia: Matthew De Gabriele |

| 1413 lipca 2021 | Linfield F.C.    | 1:2   | Žalgiris Wilno             |                                                           |
| 20:45 CEST      | Shields 66' (k.) | (0:2) | 17' Mikoliūnas · 44' Onazi | Windsor Park, Belfast Widzów: 888 Sędzia: Laurent Kopriwa |

| 1513 lipca 2021 | Hibernians | 0:3   | Flora Tallinn                            |                                                                       |
| 18:00 CEST      |            | (0:2) | 25' Zenjov · 33' Sappinen · 87' Reinkort | Centenary Stadium, Ta’ Qali Widzów: 155 Sędzia: Manfredas Lukjancukas |

| 1613 lipca 2021 | Valur | 0:2   | Dinamo Zagrzeb           |                                                              |
| 22:00 CEST      |       | (0:1) | 31' Ivanušec · 89' Oršić | Valsvöllur, Reykjavík Widzów: 800 Sędzia: Zaven Hovhannisyan |

## II runda kwalifikacyjna
Od tej rundy turniej kwalifikacyjny został podzielony na 2 części – dla mistrzów i niemistrzów poszczególnych federacji:
- do startu w II rundzie kwalifikacyjnej dla mistrzów uprawnionych było 20 drużyn (w tym 17 zwycięzców I rundy), z czego 10 było rozstawionych;
- do startu w II rundzie kwalifikacyjnej w ścieżce ligowej uprawnionych było 6 drużyn, z czego 3 były rozstawione.

Drużyny, które przegrały w tej rundzie, otrzymały prawo gry w III rundzie kwalifikacyjnej Ligi Europy UEFA.

### Podział na koszyki
Uwaga: Losowanie II rundy kwalifikacyjnej odbyło się przed zakończeniem I rundy kwalifikacyjnej, więc rozstawienia dokonano przyjmując założenie, że awans uzyska drużyna z najwyższym współczynnikiem w poprzedniej rundzie. W przypadku awansu, którejś z drużyn nierozstawionej, w II rundzie przejmuje ona współczynnik najwyżej rozstawionego rywala.
Oznaczenia:
| Drużyny, które awansowały z I rundy eliminacyjnej zachowując swój współczynnik. |

| Drużyny, które zaczęły rywalizację od II rundy eliminacyjnej. |

| Drużyny, które awansowały z I rundy eliminacyjnej, przejmując współczynnik rywala. |

Ścieżka mistrzowska:
| Grupa 1                | Grupa 1 |
| ---------------------- | ------- |
| Drużyny rozstawione    |         |
| Drużyna                | Wsp.    |
| Dinamo Zagrzeb         | 44.500  |
| BSC Young Boys         | 35.000  |
| Legia Warszawa         | 16.500  |
| Drużyny nierozstawione |         |
| Drużyna                | Wsp.    |
| Slovan Bratysława      | 7.500   |
| Flora Tallinn          | 6.250   |
| Omonia Nikozja         | 5.550   |

| Grupa 2                | Grupa 2 |
| ---------------------- | ------- |
| Drużyny rozstawione    |         |
| Drużyna                | Wsp.    |
| Olympiakos SFP         | 43.000  |
| FK Crvena zvezda       | 32.500  |
| Sheriff Tyraspol       | 14.500  |
| Drużyny nierozstawione |         |
| Drużyna                | Wsp.    |
| Alaszkert              | 6.500   |
| Neftçi PFK             | 6.500   |
| Kajrat Ałmaty          | 6.000   |

| Grupa 3                | Grupa 3 |
| ---------------------- | ------- |
| Drużyny rozstawione    |         |
| Drużyna                | Wsp.    |
| Łudogorec Razgrad      | 28.000  |
| Malmö FF               | 18.500  |
| CFR Cluj               | 16.500  |
| Ferencvárosi TC        | 13.500  |
| Drużyny nierozstawione |         |
| Drużyna                | Wsp.    |
| NŠ Mura                | 9.000   |
| Žalgiris Wilno         | 6.500   |
| HJK Helsinki           | 6.000   |
| Lincoln Red Imps       | 5.750   |

Ścieżka ligowa:
| Drużyny rozstawione    |        |
| Drużyna                | Wsp.   |
| Celtic                 | 34.000 |
| PSV Eindhoven          | 29.000 |
| Sparta Praga           | 17.500 |
| Drużyny nierozstawione |        |
| Drużyna                | Wsp.   |
| Rapid Wiedeń           | 17.000 |
| Galatasaray SK         | 17.000 |
| FC Midtjylland         | 13.500 |

### Pary II rundy kwalifikacyjnej
| Drużyna 1                            | Wynik dwumeczu      | Drużyna 2           | Pierwszy mecz       | Drugi mecz          |                     |
| Ścieżka mistrzowska                  | Ścieżka mistrzowska | Ścieżka mistrzowska | Ścieżka mistrzowska | Ścieżka mistrzowska | Ścieżka mistrzowska |
| ------------------------------------ | ------------------- | ------------------- | ------------------- | ------------------- | ------------------- |
| Dinamo Zagrzeb                       | 3:0                 | Omonia Nikozja      | 2:0                 | 1:0                 |                     |
| Slovan Bratysława                    | 2:3                 | BSC Young Boys      | 0:0                 | 2:3                 |                     |
| Legia Warszawa                       | 3:1                 | Flora Tallinn       | 2:1                 | 1:0                 |                     |
| Alaszkert                            | 1:4                 | Sheriff Tyraspol    | 0:1                 | 1:3                 |                     |
| Olympiakos SFP                       | 2:0                 | Neftçi PFK          | 1:0                 | 1:0                 |                     |
| Kajrat Ałmaty                        | 2:6                 | FK Crvena zvezda    | 2:1                 | 0:5                 |                     |
| Lincoln Red Imps                     | 1:4                 | CFR Cluj            | 1:2                 | 0:2                 |                     |
| Malmö FF                             | 4:3                 | HJK Helsinki        | 2:1                 | 2:2                 |                     |
| Ferencvárosi TC                      | 5:1                 | Žalgiris Wilno      | 2:0                 | 3:1                 |                     |
| NŠ Mura                              | 1:3                 | Łudogorec Razgrad   | 0:0                 | 1:3                 |                     |
| Ścieżka ligowa                       |                     |                     |                     |                     |                     |
| Rapid Wiedeń                         | 2:3                 | Sparta Praga        | 2:1                 | 0:2                 |                     |
| Celtic                               | 2:3                 | FC Midtjylland      | 1:1                 | 1:2 (dogr.)         |                     |
| PSV Eindhoven                        | 7:2                 | Galatasaray SK      | 5:1                 | 2:1                 |                     |
| Po lewej gospodarz pierwszego meczu. |                     |                     |                     |                     |                     |

### Pierwsze mecze
| 120 lipca 2021 | Dinamo Zagrzeb        | 2:0   | Omonia Nikozja |                                                   |
| 20:00 CEST     | Majer 65' · Jakić 81' | (0:0) |                | Maksimir, Zagrzeb Widzów: 2 234 Sędzia: Paweł Gil |

| 221 lipca 2021 | Slovan Bratysława | 0:0   | BSC Young Boys |                                                                            |
| 20:30 CEST     |                   | (0:0) |                | Národný futbalový štadión, Bratysława Widzów: 1 000 Sędzia: Chris Kavanagh |

| 321 lipca 2021 | Legia Warszawa            | 2:1   | Flora Tallinn |                                                                            |
| 21:00 CEST     | Kapustka 3' · Lopes 90+1' | (1:0) | 53' Sappinen  | Stadion Wojska Polskiego, Warszawa Widzów: 16 721 Sędzia: Witalij Mieszkow |

| 420 lipca 2021 | Alaszkert | 0:1   | Sheriff Tyraspol |                                                                                           |
| 17:00 CEST     |           | (0:0) | 85' Luvannor     | Stadion Republikański im. Wazgena Sarkisjana, Erywań Widzów: 5 800 Sędzia: Rade Obrenovič |

| 521 lipca 2021 | Olympiakos SFP | 1:0   | Neftçi PFK |                                                                               |
| 21:00 CEST     | Camara 29'     | (1:0) |            | Stadion im. Jeorjosa Karaiskakisa, Pireus Widzów: 7 305 Sędzia: João Pinheiro |

| 621 lipca 2021 | Kajrat Ałmaty           | 2:1   | FK Crvena zvezda     |                                                                  |
| 16:00 CEST     | Kanté 24' · Bagnack 79' | (1:0) | 57' (sam.) Mikanović | Stadion Centralny, Ałmaty Widzów: 7 000 Sędzia: Halil Umut Meler |

| 720 lipca 2021 | Lincoln Red Imps | 1:2   | CFR Cluj          |                                                                 |
| 18:00 CEST     | Rosa 45'         | (1:0) | 52', 58' Debeljuh | Victoria Stadium, Gibraltar Widzów: 1 039 Sędzia: Willy Delajod |

| 821 lipca 2021 | Malmö FF                       | 2:1   | HJK Helsinki  |                                                              |
| 19:00 CEST     | Čolak 45+1' · Christiansen 74' | (1:0) | 68' Ro. Riski | Swedbank Stadion, Malmö Widzów: 5 324 Sędzia: Mykoła Bałakin |

| 920 lipca 2021 | Ferencvárosi TC       | 2:0   | Žalgiris Wilno |                                                                    |
| 20:00 CEST     | Uzuni 25' · Nguen 39' | (2:0) |                | Groupama Aréna, Budapeszt Widzów: 10 107 Sędzia: Giorgi Kruashvili |

| 1021 lipca 2021 | NŠ Mura | 0:0   | Łudogorec Razgrad |                                                                     |
| 20:00 CEST      |         | (0:0) |                   | Stadion Fazanerija, Murska Sobota Widzów: 3 450 Sędzia: Harm Osmers |

| 1120 lipca 2021 | Rapid Wiedeń         | 2:1   | Sparta Praga |                                                                 |
| 20:30 CEST      | Knasmüllner 63', 71' | (0:1) | 3' Krejčí    | Allianz Stadion, Wiedeń Widzów: 19 500 Sędzia: Serdar Gözübüyük |

| 1220 lipca 2021 | Celtic    | 1:1   | FC Midtjylland |                                                           |
| 20:45 CEST      | Abada 39' | (1:0) | 66' Evander    | Celtic Park, Glasgow Widzów: 9 000 Sędzia: Sandro Schärer |

| 1321 lipca 2021 | PSV Eindhoven                        | 5:1   | Galatasaray SK |                                                                                 |
| 21:00 CEST      | Zahawi 2', 35', 84' · Götze 51', 88' | (2:1) | 42' Kılınç     | Philips Stadion, Eindhoven Widzów: 23 500 Sędzia: Alejandro Hernández Hernández |

### Rewanże
| 127 lipca 2021 | Omonia Nikozja | 0:1   | Dinamo Zagrzeb |                                                         |
| 17:00 CEST     |                | (0:0) | 79' Menalo     | Stadion GSP, Nikozja Widzów: 7 256 Sędzia: Glenn Nyberg |

| 228 lipca 2021 | BSC Young Boys                                   | 3:2   | Slovan Bratysława            |                                                                     |
| 20:15 CEST     | Siebatcheu 10' (k.) · Garcia 24' · Aebischer 49' | (2:0) | 60' (sam.) Kanga · 62' Henty | Stade de Suisse Wankdorf, Berno Widzów: 19 564 Sędzia: Irfan Peljto |

| 327 lipca 2021 | Flora Tallinn | 0:1   | Legia Warszawa |                                                                      |
| 18:00 CEST     |               | (0:0) | 67' Lopes      | A. Le Coq Arena, Tallinn Widzów: 3 691 Sędzia: Anastasios Papapetrou |

| 428 lipca 2021 | Sheriff Tyraspol                            | 3:1   | Alaszkert  |                                                               |
| 19:00 CEST     | Dulanto 15' · Luvannor 23' · Thill 87' (k.) | (2:1) | 10' Glišić | Stadion Sheriff, Tyraspol Widzów: 2 046 Sędzia: Bojan Pandžić |

| 528 lipca 2021 | Neftçi PFK | 0:1   | Olympiakos SFP |                                                                        |
| 19:00 CEST     |            | (0:1) | 15' Masouras   | Bakcell Arena, Baku Widzów: 5 500 Sędzia: Ricardo de Burgos Bengoetxea |

| 628 lipca 2021 | FK Crvena zvezda                                   | 5:0   | Kajrat Ałmaty |                                                                   |
| 20:30 CEST     | Katai 9', 42' · Diony 21' · Ivanić 49' · Falco 56' | (3:0) |               | Stadion Crvena zvezda, Belgrad Widzów: 0 Sędzia: Andris Treimanis |

| 728 lipca 2021 | CFR Cluj                      | 2:0   | Lincoln Red Imps |                                                                                     |
| 19:30 CEST     | Cestor 18' · Sigurjónsson 58' | (1:0) |                  | Stadion im. dr. Constantina Rădulescu, Kluż-Napoka Widzów: 5 230 Sędzia: Yigal Frid |

| 827 lipca 2021 | HJK Helsinki             | 2:2   | Malmö FF                           |                                                                  |
| 18:00 CEST     | Tenho 1' · Ri. Riski 78' | (1:1) | 10' Christiansen · 76' Birmančević | Telia 5G – Areena, Helsinki Widzów: 6 465 Sędzia: Stuart Attwell |

| 927 lipca 2021 | Žalgiris Wilno | 1:3   | Ferencvárosi TC            |                                                          |
| 19:00 CEST     | Diaw 90+3'     | (0:1) | 44', 72' Mmaee · 90+4' Mak | Stadion LFF, Wilno Widzów: 2 032 Sędzia: Erik Lambrechts |

| 1028 lipca 2021 | Łudogorec Razgrad                 | 3:1   | NŠ Mura    |                                                               |
| 20:00 CEST      | Sotiriu 4' · Manu 82' · Souza 90' | (1:0) | 64' Horvat | Łudogorec Arena, Razgrad Widzów: 5 008 Sędzia: Marco Di Bello |

| 1128 lipca 2021 | Sparta Praga                         | 2:0   | Rapid Wiedeń |                                                          |
| 20:30 CEST      | Moberg-Karlsson 16' (k.) · Pešek 81' | (1:0) |              | Generali Arena, Praga Widzów: 9 105 Sędzia: Bobby Madden |

| 1228 lipca 2021 | FC Midtjylland          | 2:1 (pd.)       | Celtic       |                                                             |
| 19:45 CEST      | Mabil 61' · Nwadike 94' | (0:0, 1:1, 2:1) | 48' McGregor | MCH Arena, Herning Widzów: 4 890 Sędzia: Bartosz Frankowski |

| 1328 lipca 2021 | Galatasaray SK | 1:2   | PSV Eindhoven                |                                                                                    |
| 20:00 CEST      | Diagne 84'     | (0:1) | 37' Madueke · 59' Van Ginkel | Başakşehir Fatih Terim Stadyumu, Stambuł Widzów: 5 775 Sędzia: Massimiliano Irrati |

## III runda kwalifikacyjna
W tej rundzie kwalifikacji utrzymany został podział na 2 ścieżki – mistrzowską i ligową:
- do startu w III rundzie kwalifikacyjnej dla mistrzów uprawnionych było 12 drużyn (w tym 10 zwycięzców II rundy), z czego 6 było rozstawionych;
- do startu w III rundzie kwalifikacyjnej w ścieżce ligowej uprawnionych było 8 drużyn (w tym 3 zwycięzców II rundy), z czego 4 było rozstawionych.

Drużyny, które przegrały w tej rundzie, w ścieżce mistrzowskiej otrzymali prawo gry w rundzie play-off, natomiast w ścieżce ligowej w fazie grupowej Ligi Europy UEFA.

### Podział na koszyki
Uwaga: Losowanie III rundy kwalifikacyjnej odbyło się przed zakończeniem II rundy kwalifikacyjnej, więc rozstawienia dokonano przyjmując założenie, że awans uzyska drużyna z najwyższym współczynnikiem w poprzedniej rundzie. W przypadku awansu, którejś z drużyn nierozstawionej, w III rundzie przejmuje ona współczynnik najwyżej rozstawionego rywala.
Oznaczenia:
| Drużyny, które awansowały z II rundy eliminacyjnej zachowując swój współczynnik. |

| Drużyny, które zaczęły rywalizację od III rundy eliminacyjnej. |

| Drużyny, które awansowały z II rundy eliminacyjnej, przejmując współczynnik rywala. |

Ścieżka mistrzowska:
| Grupa 1                | Grupa 1 |
| ---------------------- | ------- |
| Drużyny rozstawione    |         |
| Drużyna                | Wsp.    |
| Dinamo Zagrzeb         | 44.500  |
| Olympiakos SFP         | 43.000  |
| BSC Young Boys         | 35.000  |
| Drużyny nierozstawione |         |
| Drużyna                | Wsp.    |
| Łudogorec Razgrad      | 28.000  |
| CFR Cluj               | 16.500  |
| Legia Warszawa         | 16.500  |

| Grupa 2                | Grupa 2 |
| ---------------------- | ------- |
| Drużyny rozstawione    |         |
| Drużyna                | Wsp.    |
| Slavia Praga           | 43.500  |
| FK Crvena zvezda       | 32.500  |
| Rangers                | 31.250  |
| Drużyny nierozstawione |         |
| Drużyna                | Wsp.    |
| Malmö FF               | 18.500  |
| Sheriff Tyraspol       | 14.500  |
| Ferencvárosi TC        | 13.500  |

Ścieżka ligowa:
| Drużyny rozstawione    |        |
| Drużyna                | Wsp.   |
| Szachtar Donieck       | 79.000 |
| SL Benfica             | 58.000 |
| AS Monaco              | 36.000 |
| FC Midtjylland         | 34.000 |
| Drużyny nierozstawione |        |
| Drużyna                | Wsp.   |
| KRC Genk               | 30.000 |
| PSV Eindhoven          | 29.000 |
| Spartak Moskwa         | 18.500 |
| Sparta Praga           | 17.500 |

### Pary III rundy kwalifikacyjnej
| Drużyna 1                            | Wynik dwumeczu      | Drużyna 2           | Pierwszy mecz       | Drugi mecz          |                     |
| Ścieżka mistrzowska                  | Ścieżka mistrzowska | Ścieżka mistrzowska | Ścieżka mistrzowska | Ścieżka mistrzowska | Ścieżka mistrzowska |
| ------------------------------------ | ------------------- | ------------------- | ------------------- | ------------------- | ------------------- |
| Dinamo Zagrzeb                       | 2:1                 | Legia Warszawa      | 1:1                 | 1:0                 |                     |
| CFR Cluj                             | 2:4                 | BSC Young Boys      | 1:1                 | 1:3                 |                     |
| Olympiakos SFP                       | 3:3 (k. 1:4)        | Łudogorec Razgrad   | 1:1                 | 2:2 (dogr.)         |                     |
| FK Crvena zvezda                     | 1:2                 | Sheriff Tyraspol    | 1:1                 | 0:1                 |                     |
| Malmö FF                             | 4:2                 | Rangers             | 2:1                 | 2:1                 |                     |
| Ferencvárosi TC                      | 2:1                 | Slavia Praga        | 2:0                 | 0:1                 |                     |
| Ścieżka ligowa                       |                     |                     |                     |                     |                     |
| PSV Eindhoven                        | 4:0                 | FC Midtjylland      | 3:0                 | 1:0                 |                     |
| Spartak Moskwa                       | 0:4                 | SL Benfica          | 0:2                 | 0:2                 |                     |
| KRC Genk                             | 2:4                 | Szachtar Donieck    | 1:2                 | 1:2                 |                     |
| Sparta Praga                         | 1:5                 | AS Monaco           | 0:2                 | 1:3                 |                     |
| Po lewej gospodarz pierwszego meczu. |                     |                     |                     |                     |                     |

### Pierwsze mecze
| 14 sierpnia 2021 | Dinamo Zagrzeb | 1:1   | Legia Warszawa |                                                             |
| 20:00 CEST       | Petković 60'   | (0:0) | 82' Muçi       | Maksimir, Zagrzeb Widzów: 4 597 Sędzia: Antonio Mateu Lahoz |

| 23 sierpnia 2021 | CFR Cluj | 1:1   | BSC Young Boys |                                                                                         |
| 20:00 CEST       | Manea 4' | (1:0) | 90+3' Sierro   | Stadion im. dr. Constantina Rădulescu, Kluż-Napoka Widzów: 9 500 Sędzia: Danny Makkelie |

| 33 sierpnia 2021 | Olympiakos SFP | 1:1   | Łudogorec Razgrad |                                                                              |
| 21:00 CEST       | Camara 87'     | (0:0) | 50' Despodov      | Stadion im. Jeorjosa Karaiskakisa, Pireus Widzów: 9 212 Sędzia: Bobby Madden |

| 43 sierpnia 2021 | FK Crvena zvezda | 1:1   | Sheriff Tyraspol |                                                                      |
| 20:30 CEST       | Diony 45+1'      | (1:1) | 33' Castañeda    | Stadion Crvena zvezda, Belgrad Widzów: 24 433 Sędzia: Ovidiu Hațegan |

| 53 sierpnia 2021 | Malmö FF                    | 2:1   | Rangers     |                                                                |
| 19:00 CEST       | Rieks 47' · Birmančević 49' | (0:0) | 90+5' Davis | Swedbank Stadion, Malmö Widzów: 5 820 Sędzia: Szymon Marciniak |

| 64 sierpnia 2021 | Ferencvárosi TC                          | 2:0   | Slavia Praga |                                                                    |
| 20:00 CEST       | Kaczaraba 44' (sam.) · Charatin 50' (k.) | (1:0) |              | Groupama Aréna, Budapeszt Widzów: 17 127 Sędzia: Jesús Gil Manzano |

| 73 sierpnia 2021 | PSV Eindhoven                       | 3:0   | FC Midtjylland |                                                                     |
| 20:00 CEST       | Madueke 19' · Götze 29' · Gakpo 32' | (3:0) |                | Philips Stadion, Eindhoven Widzów: 22 700 Sędzia: Siergiej Karasiow |

| 84 sierpnia 2021 | Spartak Moskwa | 0:2   | SL Benfica               |                                                                |
| 19:00 CEST       |                | (0:0) | 51' Silva · 74' Gilberto | Otkrytije Ariena, Moskwa Widzów: 2 933 Sędzia: Srđan Jovanović |

| 93 sierpnia 2021 | KRC Genk    | 1:2   | Szachtar Donieck            |                                                                  |
| 20:00 CEST       | Onuachu 39' | (1:0) | 63' (k.) Tetê · 81' Patrick | Cristal Arena, Genk Widzów: 5 096 Sędzia: Anastasios Sidiropulos |

| 103 sierpnia 2021 | Sparta Praga | 0:2   | AS Monaco                    |                                                             |
| 19:00 CEST        |              | (0:1) | 37' Tchouaméni · 59' Volland | Generali Arena, Praga Widzów: 10 533 Sędzia: Michael Oliver |

### Rewanże
| 110 sierpnia 2021 | Legia Warszawa | 0:1   | Dinamo Zagrzeb |                                                                          |
| 21:00 CEST        |                | (0:1) | 20' Franjić    | Stadion Wojska Polskiego, Warszawa Widzów: 26 769 Sędzia: Benoît Bastien |

| 210 sierpnia 2021 | BSC Young Boys                     | 3:1   | CFR Cluj  |                                                                     |
| 20:30 CEST        | Siebatcheu 23', 42' · Ngamaleu 25' | (3:1) | 4' Omrani | Stade de Suisse Wankdorf, Berno Widzów: 21 145 Sędzia: Cüneyt Çakır |

| 310 sierpnia 2021 | Łudogorec Razgrad                      | 2:2 (pd.)               | Olympiakos SFP                 |                                                              |
| 20:00 CEST        | Semedo 49' (sam.) · Sotiriu 57' (k.)   | (0:1, 2:2, 2:2, k. 4:1) | 31' M’Vila · 68' (k.) El-Arabi | Łudogorec Arena, Razgrad Widzów: 5 118 Sędzia: Orel Grinfeld |
| 20:00 CEST        | · Sotiriu · Santana · Verdon · Cicinho | Rzuty karne             | · Valbuena · Hassan · Lala     | Łudogorec Arena, Razgrad Widzów: 5 118 Sędzia: Orel Grinfeld |

| 410 sierpnia 2021 | Sheriff Tyraspol | 1:0   | FK Crvena zvezda |                                                              |
| 19:00 CEST        | Arboleda 45+2'   | (1:0) |                  | Stadion Sheriff, Tyraspol Widzów: 4 950 Sędzia: Felix Zwayer |

| 510 sierpnia 2021 | Rangers     | 1:2   | Malmö FF       |                                                             |
| 21:00 CEST        | Morelos 19' | (1:0) | 53', 58' Čolak | Ibrox Stadium, Glasgow Widzów: 47 021 Sędzia: Slavko Vinčić |

| 610 sierpnia 2021 | Slavia Praga | 1:0   | Ferencvárosi TC |                                                             |
| 19:00 CEST        | Masopust 36' | (1:0) |                 | Stadion Sinobo, Praga Widzów: 15 238 Sędzia: Tobias Stieler |

| 710 sierpnia 2021 | FC Midtjylland | 0:1   | PSV Eindhoven |                                                         |
| 20:00 CEST        |                | (0:0) | 90+3' Bruma   | MCH Arena, Herning Widzów: 6 288 Sędzia: Clément Turpin |

| 810 sierpnia 2021 | SL Benfica                          | 2:0   | Spartak Moskwa |                                                               |
| 21:00 CEST        | João Mário 58' · Gigot 90+2' (sam.) | (0:0) |                | Estádio da Luz, Lizbona Widzów: 16 312 Sędzia: Anthony Taylor |

| 910 sierpnia 2021 | Szachtar Donieck         | 2:1   | KRC Genk    |                                                                |
| 19:30 CEST        | Traoré 27' · Antônio 76' | (1:0) | 90' Dessers | Stadion Olimpijski, Kijów Widzów: 20 594 Sędzia: István Kovács |

| 1010 sierpnia 2021 | AS Monaco                            | 3:1   | Sparta Praga        |                                                                 |
| 20:00 CEST         | Martins 50' · Gołowin 56' · Diop 81' | (0:0) | 78' Moberg-Karlsson | Stadion Ludwika II, Monako Widzów: 5 476 Sędzia: Daniele Orsato |

## Runda play-off
W tej rundzie kwalifikacji utrzymany został podział na 2 ścieżki – mistrzowską i ligową:
- do startu w rundzie play-off w ścieżce mistrzowskiej uprawnionych zostało 8 drużyn (w tym 6 zwycięzców III rundy), z czego 4 było rozstawionych;
- do startu w rundzie play-off w ścieżce ligowej uprawnionych zostało 4 drużyny (zwycięzcy III rundy), z czego 2 były rozstawione.

Drużyny, które przegrały w tej rundzie, otrzymały prawo gry w fazie grupowej Ligi Europy UEFA.

### Podział na koszyki
Uwaga: Losowanie rundy play-off odbyło się przed zakończeniem III rundy kwalifikacyjnej, więc rozstawienia dokonano przyjmując założenie, że awans uzyska drużyna z najwyższym współczynnikiem w poprzedniej rundzie. W przypadku awansu, którejś z drużyn nierozstawionej, w rundzie play-off przejmuje ona współczynnik najwyżej rozstawionego rywala.
Oznaczenia:
| Drużyny, które awansowały z III rundy eliminacyjnej zachowując swój współczynnik. |

| Drużyny, które zaczęły rywalizację od rundy play-off. |

| Drużyny, które awansowały z III rundy eliminacyjnej, przejmując współczynnik rywala. |

Ścieżka mistrzowska:
| Drużyny rozstawione    |        |
| Drużyna                | Wsp.   |
| Red Bull Salzburg      | 59.000 |
| Dinamo Zagrzeb         | 44.500 |
| Ferencvárosi TC        | 43.500 |
| Łudogorec Razgrad      | 28.000 |
| Drużyny nierozstawione |        |
| Drużyna                | Wsp.   |
| BSC Young Boys         | 35.000 |
| Sheriff Tyraspol       | 32.500 |
| Malmö FF               | 31.250 |
| Brøndby IF             | 7.000  |

Ścieżka ligowa:
| Drużyny rozstawione    |        |
| Drużyna                | Wsp.   |
| Szachtar Donieck       | 79.000 |
| SL Benfica             | 58.000 |
| Drużyny nierozstawione |        |
| Drużyna                | Wsp.   |
| AS Monaco              | 36.000 |
| PSV Eindhoven          | 34.000 |

### Pary rundy play-off
| Drużyna 1                            | Wynik dwumeczu      | Drużyna 2           | Pierwszy mecz       | Drugi mecz          |                     |
| Ścieżka mistrzowska                  | Ścieżka mistrzowska | Ścieżka mistrzowska | Ścieżka mistrzowska | Ścieżka mistrzowska | Ścieżka mistrzowska |
| ------------------------------------ | ------------------- | ------------------- | ------------------- | ------------------- | ------------------- |
| Red Bull Salzburg                    | 4:2                 | Brøndby IF          | 2:1                 | 2:1                 |                     |
| BSC Young Boys                       | 6:4                 | Ferencvárosi TC     | 3:2                 | 3:2                 |                     |
| Malmö FF                             | 3:2                 | Łudogorec Razgrad   | 2:0                 | 1:2                 |                     |
| Sheriff Tyraspol                     | 3:0                 | Dinamo Zagrzeb      | 3:0                 | 0:0                 |                     |
| Ścieżka ligowa                       |                     |                     |                     |                     |                     |
| AS Monaco                            | 2:3                 | Szachtar Donieck    | 0:1                 | 2:2 (dogr.)         |                     |
| SL Benfica                           | 2:1                 | PSV Eindhoven       | 2:1                 | 0:0                 |                     |
| Po lewej gospodarz pierwszego meczu. |                     |                     |                     |                     |                     |

### Pierwsze mecze
| 117 sierpnia 2021 | Red Bull Salzburg          | 2:1   | Brøndby IF |                                                                  |
| 21:00 CEST        | Adeyemi 56' · Aaronson 90' | (0:1) | 4' Uhre    | Red Bull Arena, Salzburg Widzów: 17 538 Sędzia: Szymon Marciniak |

| 218 sierpnia 2021 | BSC Young Boys                     | 3:2   | Ferencvárosi TC |                                                                       |
| 21:00 CEST        | Elia 16' · Sierro 40' · Garcia 65' | (2:1) | 14', 82' Boli   | Stade de Suisse Wankdorf, Berno Widzów: 15 652 Sędzia: William Collum |

| 318 sierpnia 2021 | Malmö FF                     | 2:0   | Łudogorec Razgrad |                                                                   |
| 21:00 CEST        | Birmančević 26' · Berget 61' | (1:0) |                   | Swedbank Stadion, Malmö Widzów: 5 463 Sędzia: Antonio Mateu Lahoz |

| 417 sierpnia 2021 | Sheriff Tyraspol              | 3:0   | Dinamo Zagrzeb |                                                              |
| 21:00 CEST        | Traoré 45', 80' · Kolovos 54' | (1:0) |                | Stadion Sheriff, Tyraspol Widzów: 5 281 Sędzia: Cüneyt Çakır |

| 517 sierpnia 2021 | AS Monaco | 0:1   | Szachtar Donieck |                                                                 |
| 21:00 CEST        |           | (0:1) | 19' Pedrinho     | Stadion Ludwika II, Monako Widzów: 5 700 Sędzia: Danny Makkelie |

| 618 sierpnia 2021 | SL Benfica            | 2:1   | PSV Eindhoven |                                                            |
| 21:00 CEST        | Silva 10' · Weigl 42' | (2:0) | 51' Gakpo     | Estádio da Luz, Lizbona Widzów: 18 199 Sędzia: Felix Brych |

### Rewanże
| 125 sierpnia 2021 | Brøndby IF | 1:2   | Red Bull Salzburg       |                                                                         |
| 21:00 CEST        | Maxsø 62'  | (0:2) | 4' Šeško · 10' Aaronson | Brøndby Stadion, Brøndby Widzów: 22 397 Sędzia: Carlos del Cerro Grande |

| 224 sierpnia 2021 | Ferencvárosi TC       | 2:3   | BSC Young Boys                              |                                                                    |
| 21:00 CEST        | Wingo 18' · Mmaee 27' | (2:1) | 4' Zesiger · 56' Fassnacht · 90+3' Mambimbi | Groupama Aréna, Budapeszt Widzów: 20 667 Sędzia: Siergiej Karasiow |

| 324 sierpnia 2021 | Łudogorec Razgrad                | 2:1   | Malmö FF        |                                                               |
| 21:00 CEST        | Nedjałkow 10' · Sotiriu 60' (k.) | (1:1) | 42' Birmančević | Łudogorec Arena, Razgrad Widzów: 5 130 Sędzia: Clément Turpin |

| 425 sierpnia 2021 | Dinamo Zagrzeb | 0:0   | Sheriff Tyraspol |                                                        |
| 21:00 CEST        |                | (0:0) |                  | Maksimir, Zagrzeb Widzów: 8 015 Sędzia: Daniele Orsato |

| 525 sierpnia 2021 | Szachtar Donieck                 | 2:2 (pd.)       | AS Monaco           |                                                                 |
| 21:00 CEST        | Marlos 74' · Aguilar 114' (sam.) | (0:2, 1:2, 1:2) | 18', 39' Ben Yedder | Stadion Metalist, Charków Widzów: 26 697 Sędzia: Anthony Taylor |

| 624 sierpnia 2021 | PSV Eindhoven | 0:0   | SL Benfica |                                                                 |
| 21:00 CEST        |               | (0:0) |            | Philips Stadion, Eindhoven Widzów: 21 855 Sędzia: Slavko Vinčić |